# Okrug Tartu
Okrug Tartu ili Tartumaa (est. Tartu maakond, njem. Kreis Dorpat) ili kraće Tartu jedan je od 15 estonskih okruga. Okrug se nalazi na jugoistoku zemlje. Okrug ima izlaz na dva jezera: Peipus i Võrtsjärv.
U okrugu živi 149.605 ljudi što čini 11,2% ukupnog stanovništva Estonije (siječanj 2009.)
Glavni grad okruga je Tartu. Postoji 19 ruralnih i 3 urbane općine.

## Vanjske poveznice
- Službene stranice okruga – (na estonskom)